# Microstigmata ukhahlamba
Espèce
Microstigmata ukhahlamba est une espèce d'araignées mygalomorphes de la famille des Microstigmatidae.

## Distribution
Cette espèce est endémique du KwaZulu-Natal en Afrique du Sud,. Elle se rencontre sur le Cathedral Peak.

## Description
Le mâle holotype mesure 6,26 mm et la femelle paratype 6,27 mm.

## Étymologie
Son nom d'espèce lui a été donné en référence au lieu de sa découverte, uKhahlamba.

## Publication originale
- Griswold, 1985 : A revision of the African spiders of the family Microstigmatidae (Araneae: Mygalomorphae). Annals of the Natal Museum, vol. 27, p. 1-37.